# Alfredo Anderson
Alfredo Anderson (Colón, 1978. október 31. –) visszavonult panamai válogatott labdarúgó.

## Pályafutása
Alfredo az Egyesült Államokban, az USL A-League-ben és a japán másodosztályban is szerepelt, de karrierje nagy részét a hazai első osztályú bajnokságban érdekelt Árabe Unido csapatánál töltötte.

## Válogatott
2000. június 21-én, egy barátságos mérkőzésen, Venezuela ellen mutatkozott be a panamai válogatottban.

## Sikerei
- Árabe Unido
  - 5-szörös bajnok: 2001 A, 2001 C, 2002 A, 2004 A, 2004 C,

## Statisztika
| Panamai válogatott | Panamai válogatott | Panamai válogatott |
| Időszak            | Mérk.              | gól                |
| ------------------ | ------------------ | ------------------ |
| 2000               | 4                  | 0                  |
| 2001               | 8                  | 2                  |
| Összesen           | 12                 | 2                  |